# Krzymów (gmina)
Krzymów (do 1954 gmina Brzeźno) – gmina wiejska w województwie wielkopolskim, w powiecie konińskim. W latach 1975–1998 gmina położona była w województwie konińskim. Gmina leży w dolinie Warty. Na południu gminy znajduje się Wysoczyzna Turecka z największym wzniesieniem powiatu konińskiego Złotą Górą 181 m n.p.m.
Siedziba gminy to Krzymów.
Według danych z 30 czerwca 2004 gminę zamieszkiwało 7018 osób.

## Struktura powierzchni
Według danych z roku 2002 gmina Krzymów ma obszar 92,68 km², w tym:
- użytki rolne: 67%
- użytki leśne: 24%

Gmina stanowi 5,87% powierzchni powiatu.

## Demografia

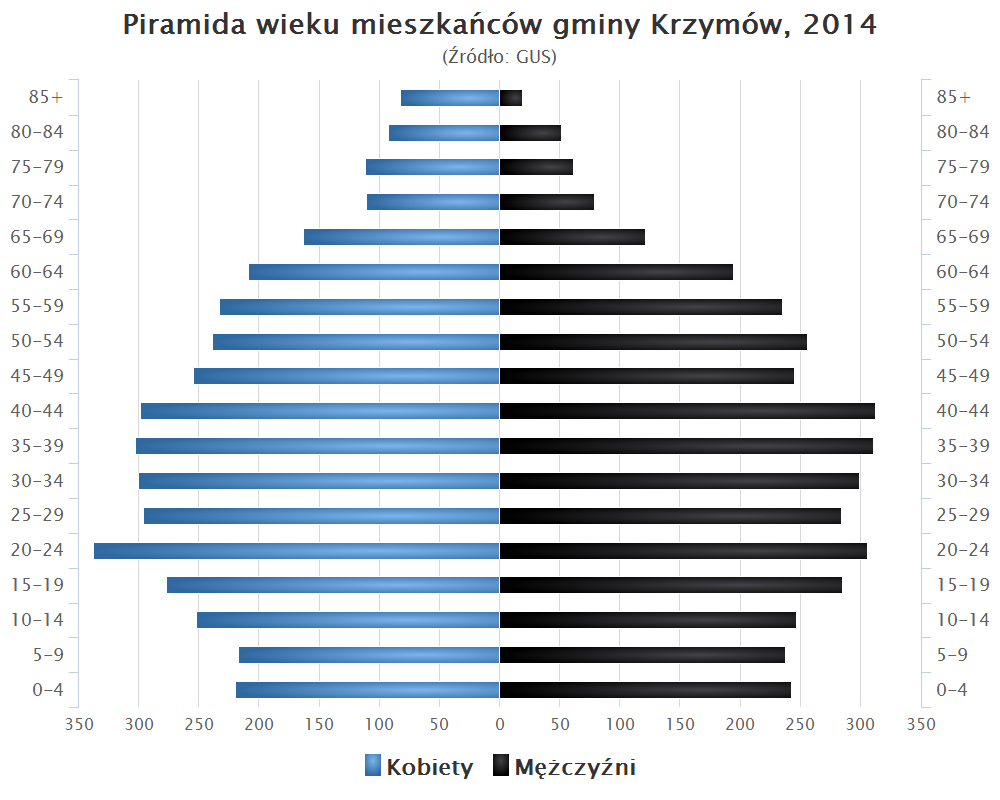
Piramida wieku mieszkańców gminy Krzymów w 2014 roku

Dane z 30 czerwca 2004:
| Opis                              | Ogółem | Ogółem | Kobiety | Kobiety | Mężczyźni | Mężczyźni |
| --------------------------------- | ------ | ------ | ------- | ------- | --------- | --------- |
| jednostka                         | osób   | %      | osób    | %       | osób      | %         |
| populacja                         | 7018   | 100    | 3584    | 51,1    | 3434      | 48,9      |
| gęstość zaludnienia (mieszk./km²) | 75,7   | 75,7   | 38,7    | 38,7    | 37,1      | 37,1      |

## Oświata
- Szkoła Podstawowa im. Jana Brzechwy w Paprotni,
- Szkoła Podstawowa w Brzeźnie,
- Szkoła Podstawowa w Krzymowie,
- Szkoła Podstawowa w Szczepidle,
- Szkoła Podstawowa w Borowie,
- Szkoła Podstawowa w Głodnie,
- Szkoła Podstawowa w Smólniku[4]

## Ochotnicza Straż Pożarna
- OSP Krzymów[5],
- OSP Kałek,
- OSP Głodno[6]

## Koło Gospodyń Wiejskich
- Koło Gospodyń Wiejskich w Szczepidle,
- Koło Gospodyń Wiejskich "Rożkowianki" w Rożku Krzymowskim[7]

## Sołectwa
Adamów, Borowo, Brzezińskie Holendry, Brzeźno, Drążeń, Drążno-Holendry, Genowefa, Głodno, Ignacew, Kałek, Krzymów, Nowe Paprockie Holendry, Paprotnia, Piersk, Potażniki, Rożek Brzeziński, Smólnik, Stare Paprockie Holendry, Szczepidło, Teresina, Zalesie.

## Wykaz miejscowości gminy i ich części
Zgodnie z rejestrem TERYT w skład gminy wchodzą następujące miejscowości (w nawiasie podano rodzaj miejscowości i identyfikator rejestru):
- Adamów (wieś; 0288930)
  - Adamów-Kolonia (część miejscowości; 1006915)
  - Folwark (część miejscowości; 1006944)
- Borowo (wieś; 0288952)
- Brzezińskie Holendry (wieś; 0288998)
  - Dąbrówka (część miejscowości; 0289006)
  - Kociętowy (część miejscowości; 0289012)
  - Ługi (przysiółek; 0289035)
  - Skrzynka (część miejscowości; 0289029)
- Brzeźno (wieś; 0289058)
  - Brzeźno Parcele (część miejscowości; 1006921)
  - Nowe Brzeźno (część miejscowości; 1006950)
  - Sienno (część miejscowości; 1006967)
  - Stara Wieś (część miejscowości; 1006973)
- Chójki (kolonia; 0289495)
- Depaula (wieś; 0288946)
- Drążeń (wieś; 0289101)
- Drążno-Holendry (wieś; 0289118)
  - Nowe Drążno (część miejscowości; 0289124)
  - Roztoka (część miejscowości; 0289130)
  - Stare Drążno (część miejscowości; 0289147)
- Genowefa (wieś; 0289153)
  - Borki (część miejscowości; 0289160)
- Głodno (wieś; 0289176)
  - Budy (przysiółek; 0289199)
  - Gołąbek (część miejscowości; 0289182)
- Gozdek (kolonia; 0288969)
- Gozdek Drugi (kolonia; 0288975)
- Górowo (kolonia; 0289472)
- Helenów Drugi (wieś; 0289383)
- Hiszpania (wieś; 0289207)
  - Szwajcaria (część miejscowości; 0289213)
- Ignacew (wieś; 0289220)
  - Bolesławów (część miejscowości; 0289236)
- Izabelin (wieś; 0289242)
  - Burbony (część miejscowości; 1006938)
- Kałek (wieś; 0289259)
  - Kałek Drugi (część miejscowości; 0289265)
  - Kałek-Kolonia (część miejscowości; 0289271
- Krzymów (wieś; 0289288)
- Ladorudz (wieś; 0289294)
- Nowe Paprockie Holendry (kolonia; 0289302)
  - Nowa Paprocka Kolonia (część miejscowości; 0289319)
- Nowe Potaźniki (kolonia; 0289408)
- Nowy Krzymów (wieś; 0289325)
  - Łazy (przysiółek; 0289331)
- Paprotnia (wieś; 0289348)
- Piersk (wieś; 0289360)
  - Helenów Pierwszy (część miejscowości; 0289377)
- Potażniki (wieś; 0289390)
- Rożek Brzeziński (wieś; 0289041)
- Rożek Krzymowski (wieś; 0288981)
- Smólnik (wieś; 0289414)
- Stare Paprockie Holendry (wieś; 0289437)
  - Sokolec (część miejscowości; 0289443)
  - Żabie Dołki (część miejscowości; 1007004)
- Szczepidło (wieś; 0289450)
- Teresina (wieś; 0289466)
  - Walewo (część miejscowości; 1006980)
- Wierzchy (kolonia; 0289420)
- Wrząca (gajówka; 1006996)
- Zalesie (wieś; 0289489)

## Sąsiednie gminy
Konin, Kościelec, Kramsk, Stare Miasto, Tuliszków, Władysławów